# Pseudozyma tsukubaensis
Pseudozyma tsukubaensis är en svampart som först beskrevs av Onishi, och fick sitt nu gällande namn av Boekhout 1995. Pseudozyma tsukubaensis ingår i släktet Pseudozyma och familjen Ustilaginaceae.   Inga underarter finns listade i Catalogue of Life.